# 東方溝頂葉蚤
東方溝頂葉蚤（学名：Xuthea orientalis）为金花蟲科溝頂葉蚤屬下的一个种。其种加词“orientalis”意为“东方的”。